# Fredriksdal museer och trädgårdar

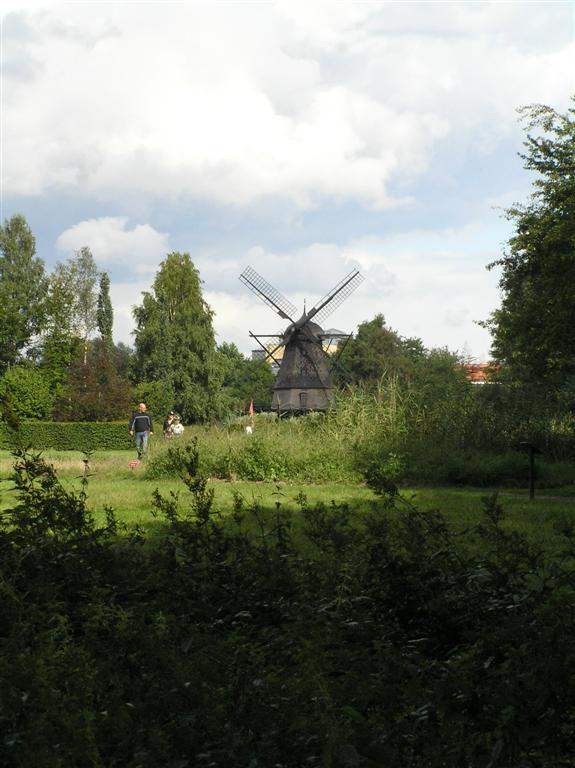

Fredriksdal museer och trädgårdar (Fredriksdalské muzeum a zahrady) je skanzen. Je nazývaný také Fredriksdals friluftsmuseum (Fredriksdalské muzeum pod otevřeným nebem), leží v Helsingborg, ve Švédsku, bylo postaveno kolem panského sídla, jako hlavního domu na pozemku Fredriksdal. Fredriksdal postaven jako „landeri“ (venkovské letní sídlo se zemědělskými pozemky) Frederickem Williamem Costerem v roce 1787, na konci 19. století byl odkoupen Oscarem Trappem a spolu s pozemky okolo hlavní budovy a přístavbami byl darován městu Helsingborg jeho vdovou, Giselou Trappovou, v roce 1918. Muzeum bylo otevřeno pro veřejnost v roce 1923. Toto muzeum je považováno za druhé největší ve Švédsku, po rekonstrukci obsahuje starší městské bloky centrálních částí v Helsingborgu, rolnických hospodářství s loukami v různých částech Skåne, botanickou zahradu ve Skåne se všemi volně rostoucími rostlinami a Fredriksdalské divadlo.
Muzejní logo se skládá ze stylizovaného bílého stromu na olivově zeleném pozadí. Bylo navrženo Bodilem Tegsellem. Logo vyhrálo v roce 2006 ve Švédsku soutěž v designu, v kategorii „Identity Print – Profil“.

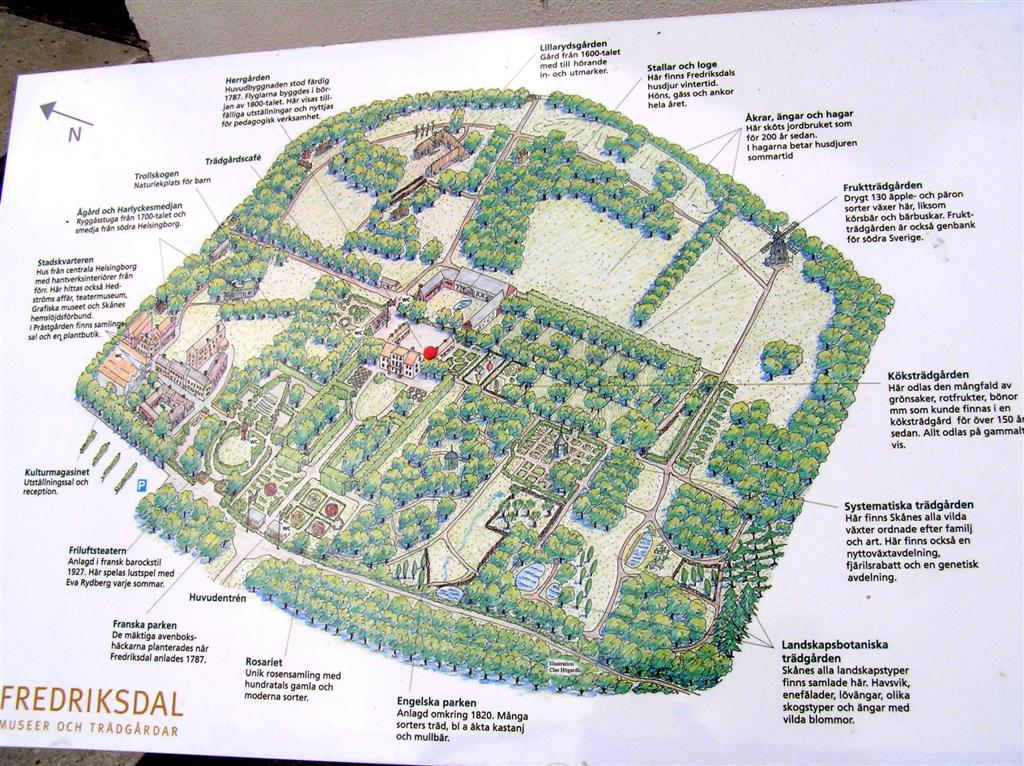

## Park
Park, který se rozkládá kolem hlavní budovy ve Fredriksdalu má části, které jsou stejně staré jako samotné budovy. První část parku byla postavena v roce 1787 ve francouzském stylu, s důrazem na symetrii a bod pohledu. Tato část je první věc, kterou lze vidět, při příjezdu u hlavního vchodu, kde je dlouhá ulička lemovaná habrovým plotem. U další nejbližší budovy se nachází trávník ohraničený výsadbou levandulí a úprava byla navržena zahradním architektem Svenem Ingvarem Anderssonem v roce 1960.
Na jih od francouzské zahrady, byl v roce 1820 připojen anglický park, jenž je více organicky navržen a stromy a keře jsou rozmístěny tak, že působí přirozeně. V parku je vedena stezka a v jeho středu stojí altán, který sem byl přemístěn ze soukromé zahrady. Mezi vegetací, která zde byla vysázena jsou i kaštany a moruše.
Jižně od zámku byla obnovena kuchyňská (zeleninová a kořeninová) zahrada, kde je ekologicky pěstována řepa a boby, jsou zde použity stejné metody hnojení a ničení škůdců, jako před 150 lety. Nejblíže k zahradě Fredriksdalu je bylinková zahrádka, vysázená mezi topiary a ploty ze zimostrázu. Jižně od zeleninové zahrady je ovocný sad s více než 130 druhů jabloní a hrušní, ale také třešní a jahodníku. Nejstarší stromy byly vysazeny v roce 1845.

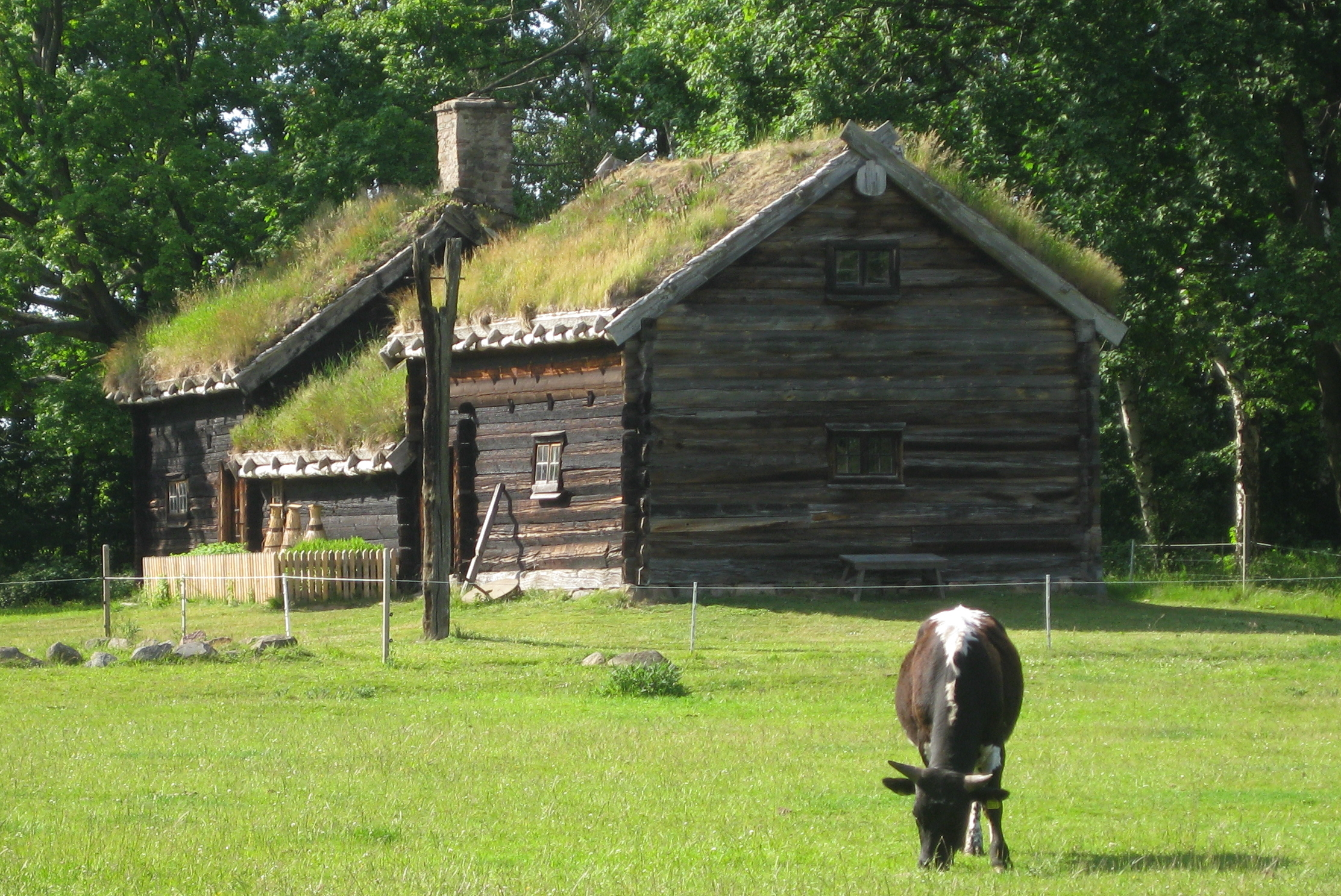
Pastviny

Na severní straně panského sídla je malá zahrada s názvem Mamsellens trädgård (Mamsellenská zahrada), která je založena v souladu se stejnými ideály, jako francouzský park. Park se nachází souběžně s farmou u severního křídla, v budově, která dříve sloužila jako stáje pro jezdecké koně panstva. V budově nyní sídlí Fredriksdalská zahradní kavárna. Přilehlý obchod je malá hrázděná budova, která je součástí fredriksdalských původních staveb, stejně jako přístavba budovy, postavené v roce 1994. Jako dar od muzea k Nils Poppeho 90. výročí v roce 1998 dostala přístavba kavárny název Poppeho pavilon.

## Botanická zahrada

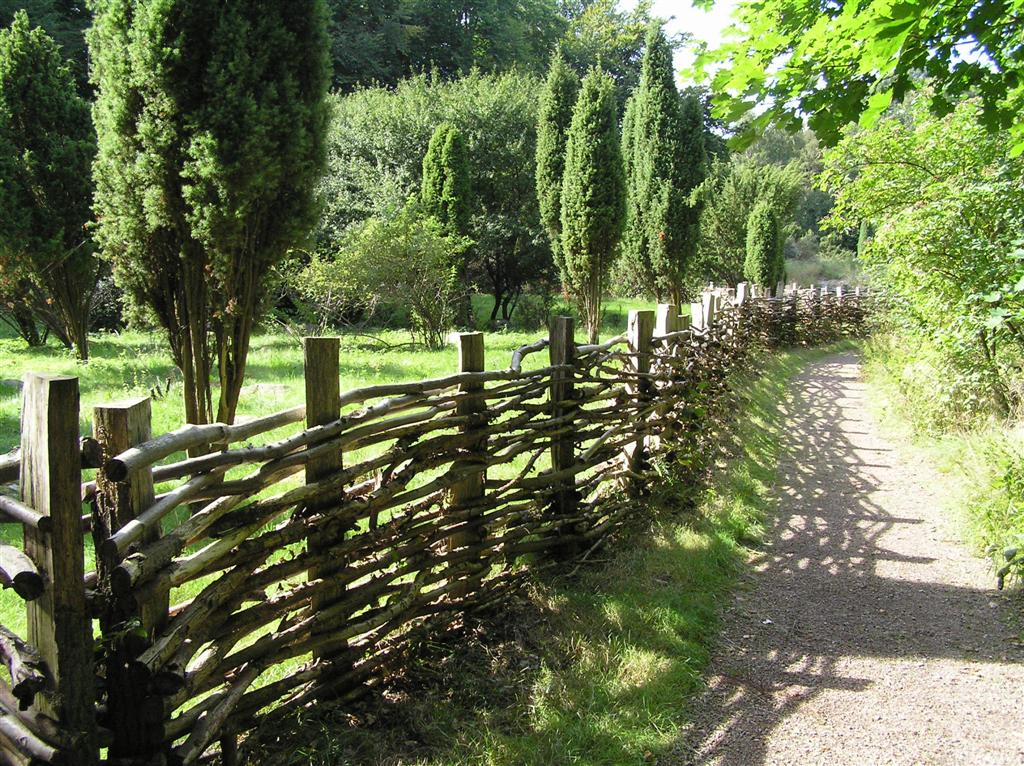

Podle darovacího dopisu Gisely Trapp, který po sobě zanechala, si přála, aby byla postavena blízko sídla. Byla dokončena v roce 1930.
Botanická zahrada je rozdělena na systematickou část a část s přírodními rostlinnými prostředími, které ukazují divokou flóru Skandinávie a prostředí rostlin. Botanická zahrada obsahuje více než 40 různých prostředí rostlin, z různých částí Švédska. Oblast v nejjižnější části je ukázkou různých druhů dřevin.
Na severu a na východě lesa leží krajina skládající se z různých rozšířených typů, které se dochovaly, když byly ve Švédsku louky téměř úplně zkultivovány. Na loukách umožňuje najít tradiční luční rostliny ve svém přirozeném prostředí, zejména různé druhy luk původních ve Skåne.
- Suché trávníky , které se nejčastěji objevují ve vápnitých oblastech. Na těch které jsou vysázeny ve Fredriksdalu lze například najít kostřavy nebo tymián.
- Vlhké louky vápencových oblastí, kde se společně nachází velké množství druhů rostlin. Vlhkost Meadow v Fredriksdal se skládá z různých potoků a rybníků, kde rostliny jako blatouchy nebo prvosenky a „majnyckel“ (orchideje, které se zde nacházejí téměř výhradně v Skåne), přirozeně rostou.
- Kosené louky, které bývaly velmi důležité pro hospodářství, používaly se jako pozemky na kosení a sušení sena, zimního krmiva pro zvířata.

Kromě toho, je zde možné najít vodní vegetaci. Okolo rybníka Aledammen vyrůstá plicník lékařský, řepík, netýkavka a tužebník.
Systematická část botanické zahrady se skládá ze všech volně žijících druhů nalezených v jižním Švédsku, které byly shromážděny a seskupeny podle Linného systému. Ve školní botanické zahradě je 1200 druhů. Všechny třídy Linného systému jsou zastoupeny. V růžové zahradě je 450 různých druhů růží.

## Stavby

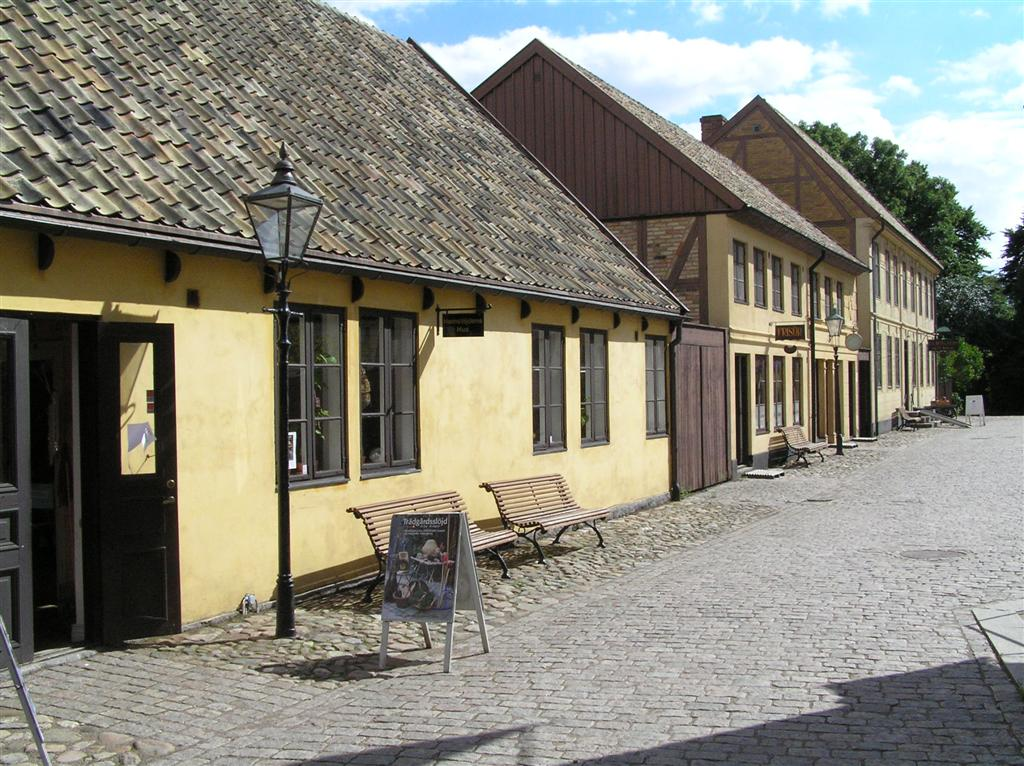

Do skanzenu bylo přesunuto několik starších lidových staveb ze Skåne. Nejstarší farma je Lillarydsgården z roku 1600, která byla přestěhována do Fredriksdal z farnosti Perstorp v severním části Skåne. Mlýn byl postaven v roce 1803 a přestěhoval se do skanzenu z okresu Ringstorp ve městě Helsingborg. Další dva mlýny pochází z 18. století. Mnoho z menších budov bylo majetkem Martena Sjöbecka.
K dispozici je také část, která mapuje některé ze starších městských budov v Helsingborgu, které byly přesunuty, nebo přestavěny v Fredriksdal ze svých původních míst ve městě. V několika budovách se dochovaly interiéry, které vyprávějí o jejich historii řemeslných podniků. Tato část muzea byla přidána v roce 1940, 1950 a 1960, když byla stržena velká část budov ve městě, aby byl vytvořen prostor pro nové domy.

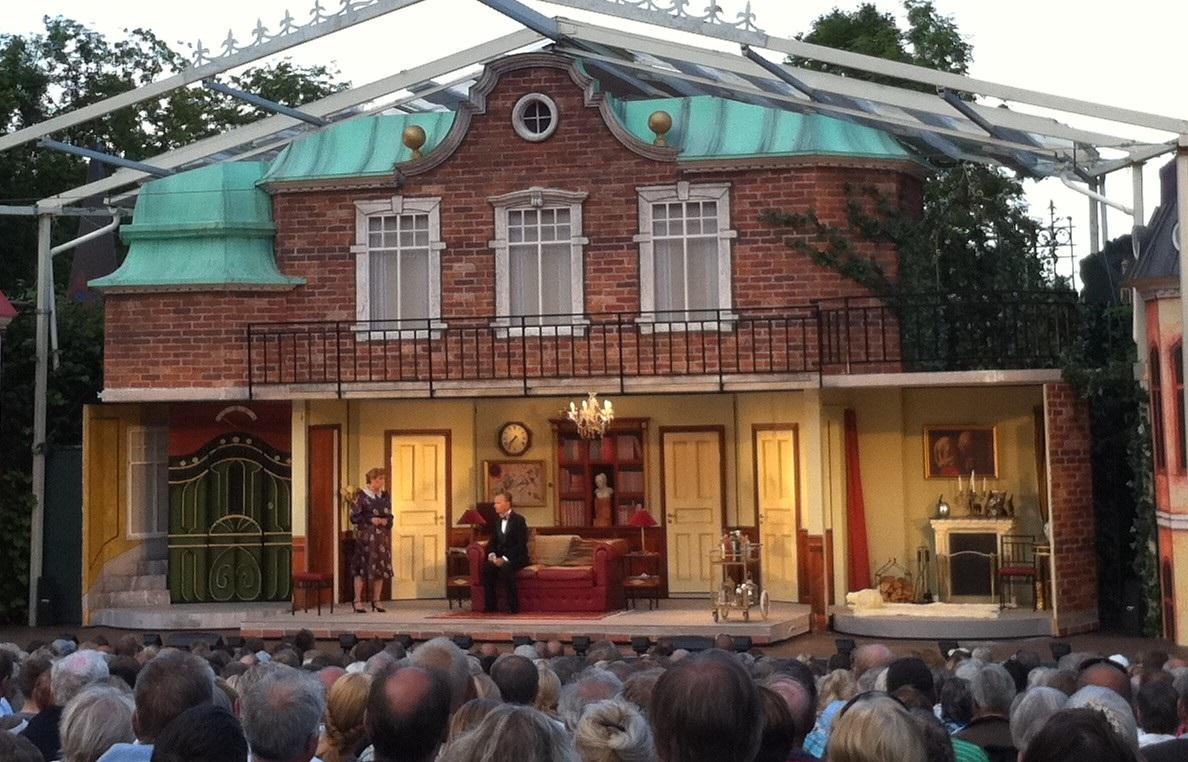
Divadlo ve skanzenu.

Mezi staršími domy je i bývalá fara z Mary Parish v Helsingborgu, která stála na křižovatce South Main Street a Prästgatan. Budova je nyní určena jako školící středisko.
Akce
Pravidelně jsou organizovány akce v muzeu pod širým nebem, většinou zaměřené na děti. V současné době existuje asi 50 různých aktivit pro děti, ale i zábavných akcí pro osoby všech věkových kategorií, včetně Velikonoc, oslav letního slunovratu a Vánoc. Další akce jsou Rosdagar, sdružující odborníky a nadšence pěstování růží a Michalský trh, trh s se zemědělskými produkty a výpěstky. Jsou pořádány historizující prohlídky pro děti a různé zahradní show.